# Грандольфо, Франческо
Франче́ско Грандо́льфо (итал. Francesco Grandolfo; 26 июля 1992, Кастеллана-Гротте) — итальянский футболист, нападающий клуба «Арциньяно».

## Карьера
Франческо Грандольфо воспитанник «Бари». Дебютировал в Серии A 7 мая 2011 года в матче 36-го тура против «Палермо», выйдя на замену на 81-й минуте вместо Эрика Хусеклеппа. 22 мая, в последнем туре, в матче против «Болоньи» он вышел в стартовом составе и сделал хет-трик.
26 июня 2011 года пресс-служба туринского «Ювентуса» заявила о приобретении клубом половины прав на молодого нападающего.